# Asilus trifarius
Asilus trifarius är en tvåvingeart som beskrevs av Macquart 1838. Asilus trifarius ingår i släktet Asilus och familjen rovflugor. Inga underarter finns listade i Catalogue of Life.